# Sembra facile
Sembra facile (It's Not Easy) è una serie televisiva statunitense in 10 episodi trasmessi per la prima volta nel corso di una sola stagione nel 1983.
È una sitcom incentrata sulle vicende di Jack Long e Sharon Townsend, una coppia di divorziati con due figli, Carol, di 11 anni, e Johnny, di nove anni. I due continuano a frequentarsi per stare vicino ai figli. Sharon si è risposata con Neal Townsend che ha un figlio di 14 anni, Matthew, nato dal suo primo matrimonio, mentre Jack va a vivere con la madre Ruth.

## Personaggi e interpreti
- Jack Long (10 episodi, 1983), interpretato da Ken Howard.
- Sharon Long Townsend (10 episodi, 1983), interpretato da Carlene Watkins.
- Carol Long (10 episodi, 1983), interpretato da Rachel Jacobs.
- Neil Townsend (10 episodi, 1983), interpretato da Bert Convy.
È il secondo marito di Sharon.
- Matthew Townsend (10 episodi, 1983), interpretato da Billy Jayne (vinse uno Young Artist Award nel 1985 per il ruolo).
È il figlio quattordicenne di Neil.
- Ruth Long (10 episodi, 1983), interpretato da Jayne Meadows.
È la madre di Jack.
- Johnny Long (10 episodi, 1983), interpretato da Evan Cohen.

### Guest star
Tra le guest star: Larry Breeding, Gerald McRaney, Carlene Watkins, Jayne Meadows, Billy Jayne, Rachel Jacobs, Evan Cohen.

## Produzione
La serie, ideata da Pat Nardo, fu prodotta da 20th Century Fox Television e Konigsberg Company. Le musiche furono composte da Charles Fox.

### Registi
Tra i registi sono accreditati:
- John Tracy in 4 episodi (1983)
- Charlotte Brown in 3 episodi (1983)
- Tony Singletary in 2 episodi (1983)

### Sceneggiatori
Tra gli sceneggiatori sono accreditati:
- Carmen Finestra in 2 episodi (1983)

## Distribuzione
La serie fu trasmessa negli Stati Uniti dal 29 settembre 1983 al 27 ottobre 1983 sulla rete televisiva ABC. In Italia è stata trasmessa su RaiUno con il titolo Sembra facile.

## Episodi
| Stagione       | Episodi | Prima TV USA |
| -------------- | ------- | ------------ |
| Prima stagione | 10      | 1983         |